# Алтуфьев, Павел Владимирович
Павел Владимирович Алтуфьев (1890—1920) — полковник 12-го драгунского Стародубовского полка, участник Белого движения на Юге России.

## Биография
Из потомственных дворян.
Окончил Суворовский кадетский корпус (1909) и Елисаветградское кавалерийское училище (1911), откуда выпущен был корнетом в 12-й драгунский Стародубовский полк. В Первую мировую войну вступил в рядах стародубовских драгун. Произведен в поручики 10 сентября 1914 года «за выслугу лет». За боевые отличия награжден всеми орденами до ордена Св. Владимира 4-й степени включительно. Произведен в штабс-ротмистры 10 октября 1915 года «за отличия в делах против неприятеля», в ротмистры — 21 августа 1916 года, в подполковники — 26 февраля 1917 года.
В Гражданскую войну участвовал в Белом движении на Юге России, в Добровольческой армии — в эскадроне своего полка, в Русской армии — командир эскадрона в 3-м кавалерийском полку. Полковник. Награждён орденом Св. Николая Чудотворца
За то, что в бою 10 августа 1920 года у дер. Большие-Торгаи, командуя эскадроном, конной атакой выбил красных, превосходивших в несколько раз силы эскадрона, из укрепленной позиции, занял вторую линию окопов, где захватил действующий пулемет, изрубив прислугу. При преследовании противника атаковал батарею, стрелявшую на картечь, захватил ее, изрубив прислугу, но при этом сам был убит, запечатлев смертью свой геройский подвиг.

## Награды
- Орден Святого Станислава 3-й ст. с мечами и бантом (ВП 5.12.1914)
- Орден Святой Анны 4-й ст. с надписью «за храбрость» (ВП 5.12.1914)
- Орден Святой Анны 3-й ст. с мечами и бантом (ВП 2.01.1915)
- Орден Святого Владимира 4-й ст. с мечами и бантом (ВП 6.03.1915)
- Орден Святой Анны 2-й ст. с мечами (ВП 8.10.1915)
- Орден Святого Станислава 2-й ст. с мечами (ВП 28.07.1916)
- Орден Святителя Николая Чудотворца (Приказ Главнокомандующего № 3705, 7/20 октября 1920)